# Ion Ghelu Destelnica
Ion Ghelu Destelnica (pseudonim al lui Ion Ghel; n. 7 mai 1922, Stelnica — d. 17 decembrie 2001, Bacău)  a fost actor, regizor , dramaturg și poet, profesor   de teatru la Școala Populară de Artă din Bacău.
Consacrarea și-a cunoscut-o însă în ipostaza sa de mentor, sau de „maître” - cum îi spuneau elevii. „Maître avea har pedagogic, charismă, multă căldură umană, delicatețe sufletească, altruism  (când vorbea cu tine, simțeai cum te ridică la el, insuflându-ți încredere), umor tandru” declară Carmen mihalache, critic de teatru.

## Biografie
Născut din părinți agricultori (tatăl său, Johan Ghel, fiind etnic neamț), Ion Ghelu Destelnica a absolvit în 1949 Institutul de Artă din Iași, facultatea de teatru, clasa de actori; iar în 1950 a absolvit Institutul de Artă Cinematografică  din București - secția  scenaristică.
Între 1951-1956 a fost actor la Teatrul de Stat Bacău și Metodist Principal în cadrul Secției de Învățământ și Cultură a Regiunii Bacău. Între anii 1961 - 1982 a fost încadrat ca profesor de teatru la Școala Populară de Artă Bacău. În 1971 este atestat ca și “regizor artistic”.
La 60 de ani, după pensionarea la cerere a continuat predarea cursurilor de “Artă a actorului” și Regie teatru până în 1993, atât la Bacău cât și în Municipiul Onești, înființând în acest municipiu o “Secție de Teatru” a Școlii Populare de Artă Bacău.
A depus în paralel o activitate literară intensă, a publicat poezii, proza sau piese de teatru. Multe dintre acestea au fost puse în scenă de teatre profesioniste și de amatori din țară sau străinătate: Comoara, Dragostea Nevestelor, Fata tatii cea Frumoasă, Cearta în familie, Depărtarea, sau o piesă în versuri despre Păcala: Fata, Lacrima și Râsul. La împlinirea vârstei de 75 ani autorul este relansat în atenția publicului spectator cu una dintre comediile în versuri “Când ai o soacră avară stă ca dracu pe comoară”- prima din ciclul Păcăliada.

## Distincții
În luna mai 1997 i s-a acordat titlul de cetățean de onoare al Municipiului Bacău, iar în 2008 i s-a acordat (postmortem) titlul de cetățean de onoare al Comunei Stelnica.